# Římskokatolická farnost Dubné
Římskokatolická farnost Dubné je územním společenstvím římských katolíků v rámci vikariátu České Budějovice - venkov českobudějovické diecéze.

## O farnosti

### Historie
Plebánie v Dubném je poprvé písemně doložena v roce 1370. Duchovní správa zde trvá kontinuálně bez přerušení (tj. farnost zde byla vždy, jen se této instituci v různých dobách různě říkalo). Duchovním centrem farnosti je v jádru raně gotický kostel Nanebevzetí Panny Marie, pocházející ze 14. století a výrazněji upravený v roce 1730.

### Současnost
Farnost má sídelního duchovního správce, který je zároveň administrátorem ex currendo farnosti v Čakově a vyučuje na Teologické fakultě Jihočeské univerzity v Českých Budějovicích.
| Fotografie | Kostel                                                 | Místo          | Bohoslužba             | Bohoslužba             | Poznámka     |
| ---------- | ------------------------------------------------------ | -------------- | ---------------------- | ---------------------- | ------------ |
|            | Kaple Nejsvětější Trojice                              | Branišov       | neslouží se pravidelně | neslouží se pravidelně | farní kostel |
|            | Kostel Nanebevzetí Panny Marie                         | Dubné          | neděle                 | 9.00                   | farní kostel |
|            | Kaple                                                  | Habří          | neslouží se pravidelně | neslouží se pravidelně | obecní kaple |
|            | Kaple sv. Andělů strážných                             | Kaliště u Lipí | neslouží se pravidelně | neslouží se pravidelně | obecní kaple |
|            | Kaple Panny Marie Růžencové, sv. Josefa a sv. Vojtěcha | Kvítkovice     | neslouží se pravidelně | neslouží se pravidelně | obecní kaple |
|            | Kaple Panny Marie Lourdské                             | Lipí           | neslouží se pravidelně | neslouží se pravidelně | obecní kaple |
|            | Kaple                                                  | Třebín         | neslouží se pravidelně | neslouží se pravidelně | obecní kaple |